# Kanaans tungomål
Kanaans tungomål betecknar det från majoritetssamhället avvikande språkbruk som kan förekomma inom kristna grupperingar, inte minst inom frikyrkorörelsen.  Uttrycket kan användas dels beskrivande, dels polemiskt med en nedsätande bibetydelse av svårbegriplighet.
Begreppet är hämtat från Gamla testamentet, Jesaja 19:18, och har i Bibel 2000 ersatts med Kanaans språk. Det betecknar där det språk som Guds folk Israel talar. I sin moderna användning har uttrycket överförts från det forna Israel till den kristna församlingen.

## Omnämnanden
I sin doktorsavhandling från 1998 har Ulla Moberg visat att "Kanaans tungomål" används inom en svensk pingstförsamling som beteckning för det interna språkbruket. Hon analyserar vidare dess innehåll och dess betydelse som trygghetsskapande faktor. En alternativ beteckning är "pingstvänska".
I andra sammanhang och vanligare uttrycker "Kanaans tungomål" en nedsättande värdering. I rubriken till en skrift från 1937 sattes "Kanaans tungomål" upp mot "tidningssvenska" som exempel på olämpliga språkformer för predikan. I en artikel 2017 om religlöst språk i Svenska Akademiens ordlista definierar författaren "Kanaans tungomål" som "en kristen jargong som är svårbegriplig för utomstående".
Bägge dessa texter är skrivna av präster inom Svenska kyrkan och anspelar inte på frikyrkliga förhållanden. 
I ett politiskt sammanhang har uttrycket använts 1969 med den generaliserade betydelsen av "för utomstående svårbegriplig jargong" om språket på den politiska vänsterkanten. Här är både uttrycket i sig och jämförelsen av det politiska språket med det religiösa nedsättande.